# Noues de Sienne
Noues de Sienne é uma comuna francesa na região administrativa da Normandia, no departamento de Calvados. Estende-se por uma área de 117,58 km². Em 2010 a comuna tinha 4 485 habitantes (densidade: 38,1 hab./km²).
A municipalidade foi estabelecida em 1 de janeiro de 2017 e consiste na fusão das antigas comunas de Saint-Sever-Calvados, Champ-du-Boult, Courson, Fontenermont, Le Gast, Le Mesnil-Benoist, Le Mesnil-Caussois, Mesnil-Clinchamps, Saint-Manvieu-Bocage e Sept-Frères. A comuna tem sua prefeitura em Saint-Sever-Calvados.